# علی ناصر محمد
علی ناصر محمد (عربی: علي ناصر محمد الحسني؛ زادهٔ ۳۱ دسامبر ۱۹۳۹) سیاست‌مدار اهل یمن است.

## ریاست جمهوری
دو دوره ریاست جمهوری دموکراتیک خلق یمن را برعهده گرفت. دوره اول ریاست جمهوری وی از ۲۶ ژوئن ۱۹۷۸ تا ۲۷ دسامبر ۱۹۷۸ بود و دور دوم ریاست جمهوری وی از آوریل ۱۹۸۰ بعد از استعفای رئیس‌جمهور سابق عبدالفتاح اسماعیل و رفتن وی به تبعید در مسکو شروع شد، علی ناصر محمد سیاست عدم دخالت در امور عمان و یمن شمالی را در پیش گرفت. در ۱۳ ژانویه ۱۹۸۶ در عدن درگیریهای مسلحانه بین طرفداران علی ناصر محمد و عبدالفتاح اسماعیل که از تبعید برای به‌دست گرفتن مجدد حکومت به کشور برگشته بود شکل گرفت و منجر به یک جنگ داخلی یک‌ماهه گردید که در نتیجه آن هزاران نفر در این کشور کشته شدند و علی ناصر محمد از ریاست جمهوری برکنار گردید و همراه با ۶۰۰۰ نفر از طرفداران خود به جمهوری عربی یمن (یمن شمالی) گریخت و عبدالفتاح اسماعیل درخلال این درگیری‌ها به قتل رسید. این دوره ریاست جمهوری وی از ۲۱ آوریل ۱۹۸۰ شروع و در ۲۴ ژانویه ۱۹۸۶ خاتمه یافت، رئیس‌جمهور بعدی یمن که در سال ۱۹۸۶ به حکومت رسید علی سالم البیض بود.

## بعد از ریاست جمهوری
علی ناصر محمد از زمان تأسیس حزب سوسیالیست و جبهه ملی یمن در سال ۱۹۷۸ عضو جبهه ملی و حزب سوسیالیست بود. در زمان جنگ داخلی بین دو یمن در سال ۱۹۹۴ وی و طرفدارانش به نیت انتقام از کسانی که علیه حکومت وی کودتا کردند در کنار نیروهای یمن شمالی به جنگ علیه جمهوری دموکراتیک خلق یمن برخاستند.
در سال ۲۰۱۱ در اعتراضات و تظاهرات مردم در یمن، علی ناصر محمد یکی از چهره‌های مخالف حکومت علی عبدالله صالح بود و در مجلس شورای انتقالی یمن که ۱۷ عضو داشت برای مخالفت با حکومت استبدادی رئیس یمنی علی عبدالله صالح تشکیل و تأسیس شده بود شرکت کرد و عضو این مجلس انتقالی بود.